# Teorema de Erdős-Anning

La recta numérica entera es un conjunto de infinitos puntos con distancias enteras. Según el teorema de Erdős-Anning, cualquier conjunto de este tipo se encuentra en una recta.

El teorema de Erdős-Anning afirma que, siempre que un número infinito de puntos del plano tengan todos distancias enteras, los puntos se encuentran en una línea recta. El mismo resultado es válido en espacios euclidianos de dimensiones superiores. El teorema no puede reforzarse para obtener un límite finito del número de puntos: existen conjuntos finitos arbitrariamente grandes de puntos que no están en una recta y tienen distancias enteras.
El teorema debe su nombre a Paul Erdős y Norman H. Anning, que publicaron una demostración del mismo en 1945. Erdős proporcionó posteriormente una demostración más sencilla, que también puede utilizarse para comprobar si un conjunto de puntos forma un grafo de Erdős-Diophantine, un sistema inextensible de puntos enteros con distancias enteras. El teorema de Erdős-Anning inspiró el problema de Erdős-Ulam sobre la existencia de conjuntos de puntos densos con distancias racionales.

## Racionalidad versus integralidad

Los múltiplos enteros del ángulo de un triángulo rectángulo 3-4-5. Todas las distancias entre pares de los múltiplos pares (cualquier otro punto de este conjunto) son números racionales. Escalando cualquier subconjunto finito de estos puntos por el mínimo común denominador de sus distancias se obtiene un conjunto finito arbitrariamente grande de puntos a distancias enteras entre sí.

Aunque no puede existir un conjunto infinito no colineal de puntos con distancias enteras, existen infinitos conjuntos no colineales de puntos cuyas distancias son números racionales. Por ejemplo, el subconjunto de puntos de un círculo unitario obtenido como los múltiplos pares de uno de los ángulos agudos de un triángulo rectángulo de lados enteros (como el triángulo de lados 3, 4 y 5) tiene esta propiedad. Esta construcción forma un conjunto denso en el círculo. El problema (aún no resuelto) de Erdős-Ulam plantea si puede existir un conjunto de puntos a distancias racionales entre sí que forme un conjunto denso para todo el plano euclídeo. Según Erdős, Stanisław Ulam se inspiró para plantear esta cuestión tras oír hablar a Erdős del teorema de Erdős-Anning.
Para cualquier conjunto finito S de puntos a distancias racionales entre sí, es posible encontrar un conjunto similar de puntos a distancias enteras entre sí, expandiendo S por un factor del mínimo común denominador de las distancias en S. Expandiendo de esta manera un subconjunto finito de la construcción del círculo unitario, se pueden construir conjuntos finitos arbitrariamente grandes de puntos no colineales con distancias enteras entre sí. Sin embargo, incluir más puntos en S puede hacer que el factor de expansión aumente, por lo que esta construcción no permite transformar conjuntos infinitos de puntos a distancias racionales en conjuntos infinitos de puntos a distancias enteras.

## Evidencia
Poco después de la publicación original del teorema de Erdős-Anning, Erdős proporcionó la siguiente demostración más sencilla.
La prueba parte de un conjunto dado de puntos con distancias enteras, no todos sobre una recta. A continuación, se demuestra que este conjunto debe ser finito, utilizando un sistema de curvas para el que cada punto del conjunto dado se encuentra en un cruce de dos de las curvas. Más detalladamente, consta de los siguientes pasos:

Ilustración de una demostración del teorema de Erdős-Anning. Dados tres puntos no colineales A, B, C con distancias enteras entre sí (aquí, los vértices de un triángulo rectángulo 3-4-5), los puntos cuyas distancias a A y B difieren en un número entero se encuentran en un sistema de hipérbolas e hipérbolas degeneradas (azul), y simétricamente los puntos cuyas distancias a B y C difieren en un número entero se encuentran en otro sistema de hipérbolas (rojo). Cualquier punto con una distancia entera a las tres curvas A, B, C se encuentra en el cruce de una curva azul y una roja. Hay un número finito de cruces, por lo que hay un número finito de puntos adicionales en el conjunto. Cada rama de una hipérbola está etiquetada por la diferencia entera de distancias que es invariante para los puntos de esa rama.

- Ilustración de una demostración del teorema de Erdős-Anning. Dados tres puntos no colineales A, B, C con distancias enteras entre sí (aquí, los vértices de un triángulo rectángulo 3-4-5), los puntos cuyas distancias a A y B difieren en un número entero se encuentran en un sistema de hipérbolas e hipérbolas degeneradas (azul), y simétricamente los puntos cuyas distancias a B y C difieren en un número entero se encuentran en otro sistema de hipérbolas (rojo). Cualquier punto con una distancia entera a las tres curvas A, B, C se encuentra en el cruce de una curva azul y una roja. Hay un número finito de cruces, por lo que hay un número finito de puntos adicionales en el conjunto. Cada rama de una hipérbola está etiquetada por la diferencia entera de distancias que es invariante para los puntos de esa rama.Elegir arbitrariamente un triángulo {\displaystyle ABC} formado por tres de los puntos dados. La figura muestra un ejemplo en el que estos tres puntos elegidos forman un triángulo rectángulo (amarillo) con aristas de longitud 3, 4 y 5.
- Dejemos que {\displaystyle d} denota la función de distancia euclidiana. Para cualquier punto {\displaystyle X}, el número entero {\displaystyle |d(A,X)-d(B,X)|}es como máximo {\displaystyle d(A,B)} por la desigualdad del triángulo. Por lo tanto, {\displaystyle X} se encuentra en uno de {\displaystyle d(A,B)} hipérbolas, definidas por ecuaciones de la forma:

{\displaystyle |d(A,X)-d(B,X)|=i}
Con {\displaystyle 0\leq i<d(A,B)}. En la figura se muestran en azul. En {\displaystyle i=d(A,B)} esta ecuación define dos rayos que se extienden en direcciones opuestas sobre la línea que pasa por {\displaystyle A} y {\displaystyle B} (también en azul); este par de rayos puede tratarse como una hipérbola degenerada a efectos de la demostración.
- Por un argumento simétrico, {\displaystyle X} también debe estar en uno de los {\displaystyle d(B,C)+1} hipérbolas o hipérbolas degeneradas definidas por ecuaciones de la forma:

{\displaystyle |d(B,X)-d(C,X)|=j}
Con {\displaystyle 0\leq j\leq d(B,C)}.  En la figura se muestran en rojo.
- Las hipérbolas azul y roja que contienen {\displaystyle X} no pueden coincidir, porque tienen pares de focos diferentes. Por lo tanto, {\displaystyle X} debe haber un punto en el que se intersecan. Cada par de hipérbola azul y roja tiene como máximo cuatro puntos de intersección, por el teorema de Bézout.
- Dado que cada punto dado debe ser uno de estos puntos de intersección, el número de puntos dados es como máximo el producto del número de pares de hipérbolas y el número de intersecciones por par. Esto es, como máximo:

{\displaystyle 4{\bigl (}d(A,B)+1{\bigr )}{\bigl (}d(B,C)+1{\bigr )}}puntos, un número finito.
La misma demostración muestra que, cuando el diámetro de un conjunto de puntos con distancias enteras es {\displaystyle \delta } hay como máximo {\displaystyle 4(\delta +1)^{2}} puntos. La dependencia cuadrática de este límite en {\displaystyle \delta } puede mejorarse significativamente: si un conjunto con distancias enteras y diámetro {\displaystyle \delta } es colineal, obviamente tiene como máximo {\displaystyle \delta +1} puntos, y si no es colineal, tiene tamaño {\displaystyle \delta ^{O(1/\log \log \delta )}}, donde el {\displaystyle O(\,)} utiliza la notación big O. Sin embargo, no es posible sustituir {\displaystyle \delta } por la distancia mínima entre los puntos: existen conjuntos de puntos no colineales arbitrariamente grandes con distancias enteras y con distancia mínima dos.

## Conjuntos de puntos máximos con distancias integrales

Grafo de Erdős-Diofantino de cinco vértices.

Una forma alternativa de enunciar el teorema es que un conjunto no colineal de puntos en el plano con distancias enteras sólo puede ampliarse añadiendo un número finito de puntos adicionales, antes de que no puedan añadirse más puntos. Un conjunto de puntos con coordenadas enteras y distancias enteras, al que no se pueden añadir más conservando ambas propiedades, forma un grafo de Erdős-Diofantina.
La demostración del teorema de Erdős-Anning puede utilizarse en un algoritmo para comprobar si un conjunto dado de puntos enteros con distancias enteras forma un grafo de Erdős-Diofantina: basta con encontrar todos los puntos de cruce de las hipérbolas utilizadas en la demostración y comprobar si alguno de los puntos resultantes también tiene coordenadas y distancias enteras respecto al conjunto dado[9].

## Dimensiones superiores
Como escribieron Anning y Erdős en su artículo original sobre este teorema, «mediante un argumento similar podemos demostrar que no podemos tener infinitos puntos en {\displaystyle n} espacios dimensionales no todo en una línea, con todas las distancias siendo integrales».